# Håkan Eriksson (fotbollsspelare)
Håkan Eriksson, född 28 mars 1972, är en svensk före detta fotbollsmålvakt som åren 1995–2000 representerade Gais. 
Erikssons moderklubb är Frösö IF. Han kom 1995 till Gais i division I, och när Sören Järelöv året därpå gick till IFK Göteborg blev han klubbens förstemålvakt. Han var sedan förstavalet i mål fram till 1999, då Gais värvade Anders Holmberg och Eriksson blev utkonkurrerad. Sammanlagt gjorde han 83 seriematcher för Gais i division I och division II åren 1995–1998, men åren 1999–2000 fick han inte spela några seriematcher för Gais. År 2001 gick han till Åsa IF, där han spelade till 2004 innan han slutade med fotbollen.

## Karriärstatistik
| Klubb  | Säsong | Seriespel   | Seriespel | Seriespel | Svenska cupen | Svenska cupen | Totalt  | Totalt |
| Klubb  | Säsong | Division    | Matcher   | Mål       | Matcher       | Mål           | Matcher | Mål    |
| ------ | ------ | ----------- | --------- | --------- | ------------- | ------------- | ------- | ------ |
| Gais   | 1995   | Division I  | 17        | 0         | 0             | 0             | 17      | 0      |
| Gais   | 1996   | Division I  | 23        | 0         | 4             | 0             | 27      | 0      |
| Gais   | 1997   | Division II | 22        | 0         | 6             | 0             | 28      | 0      |
| Gais   | 1998   | Division II | 21        | 0         | 2             | 0             | 23      | 0      |
| Gais   | 1999   | Division I  | 0         | 0         | 3             | 0             | 3       | 0      |
| Gais   | 2000   | Allsvenskan | 0         | 0         | 0             | 0             | 0       | 0      |
| Totalt | Totalt | Totalt      | 83        | 0         | 15            | 0             | 98      | 0      |